# Striezelmarkt

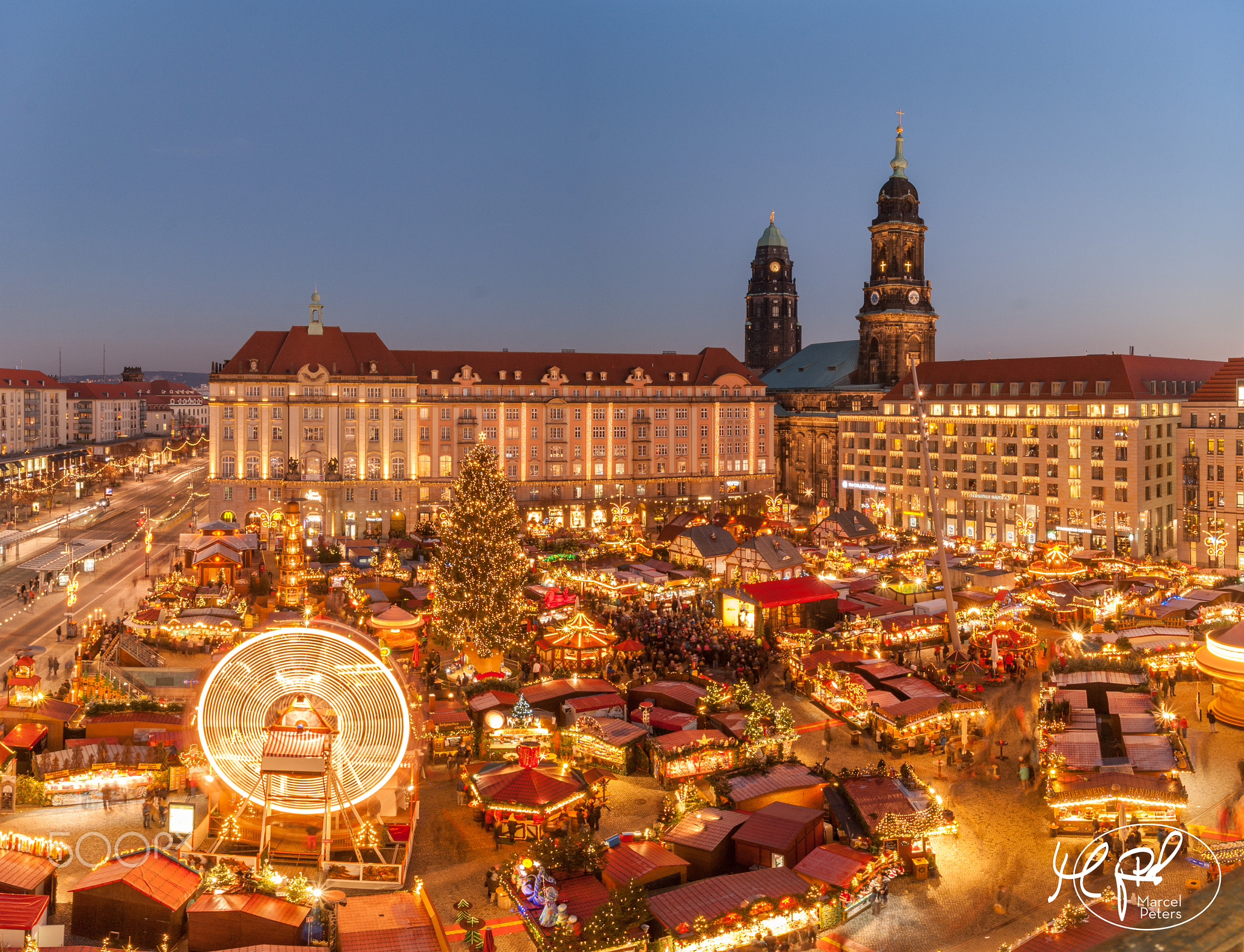
Panoramica del mercatino

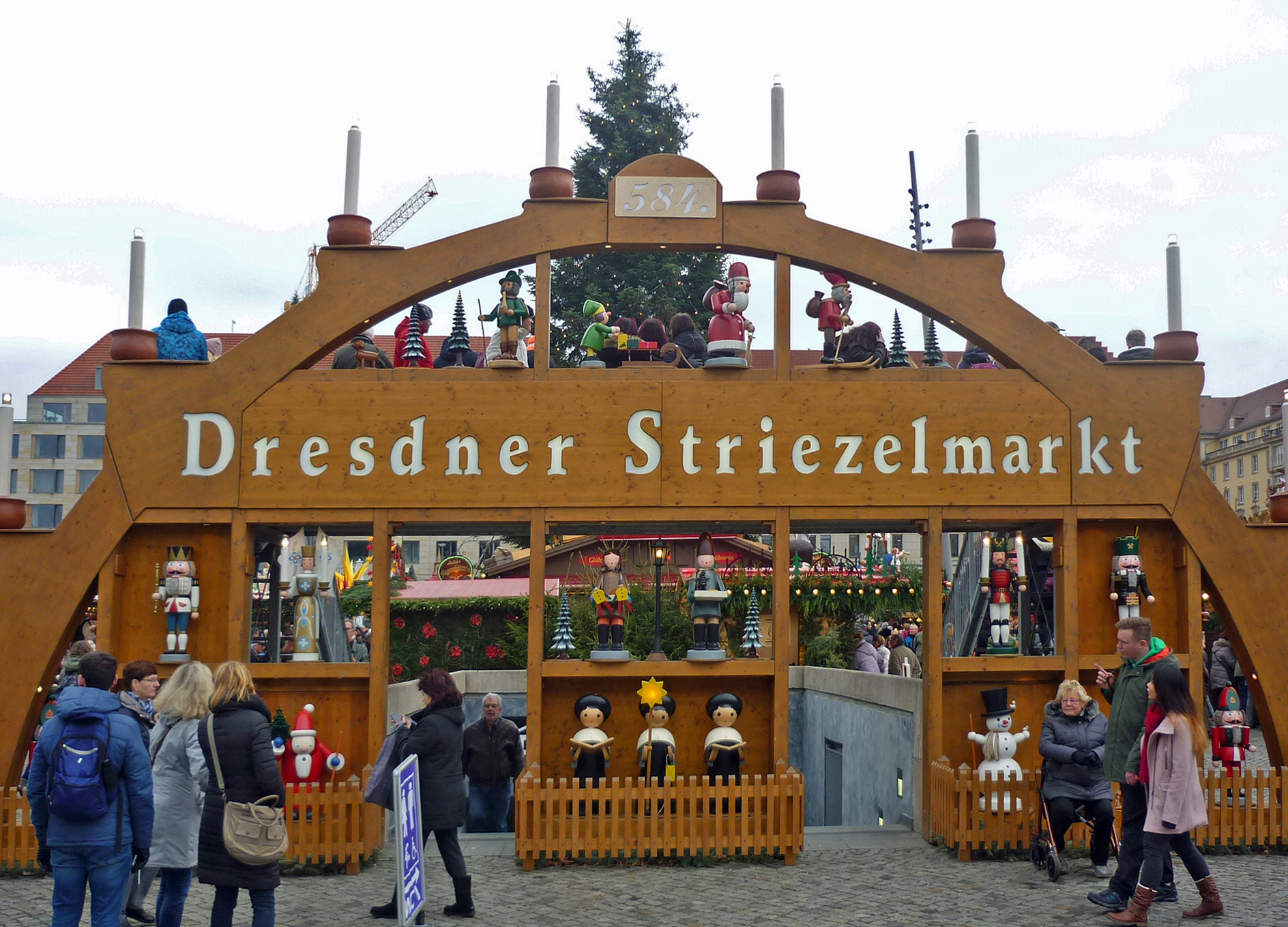
Insegna del mercatino

Lo Striezelmarkt di Dresda è considerato il primo vero mercatino di Natale al mondo.
Fondato come mercato di un giorno nel 1434, ha celebrato il suo 585º anniversario nel 2019. I suoi 240 stand attirano circa 3 milioni di visitatori da tutto il mondo. Il mercato annuale dura per tutta la stagione natalizia, dall'Avvento fino alla vigilia di Natale.

## Storia
Il mercatino fu menzionato per la prima volta nel 1434, sotto il regno di Federico II di Sassonia, quando si tenne il lunedì prima di Natale sulla piazza Altmarkt. In origine, era un mercato della durata di un giorno, per fornire ai cittadini di Dresda la carne per il pranzo di Natale dopo il periodo di digiuno pre-natalizio.
Nel corso dei secoli lo Striezelmarkt si è trasformato in un grande evento con 240 stand, occupando gran parte del centro di Dresda e durando dall'Avvento fino alla vigilia di Natale. Oggi lo Striezelmarkt attira 3 milioni di visitatori all'anno da tutto il mondo.
La parola Striezelmarkt deriva da Strüzel o Stroczel, che era il nome di un tipo di torta di frutta venduto al mercato, in seguito chiamato Stollen o Christstollen.

## Galleria d'immagini

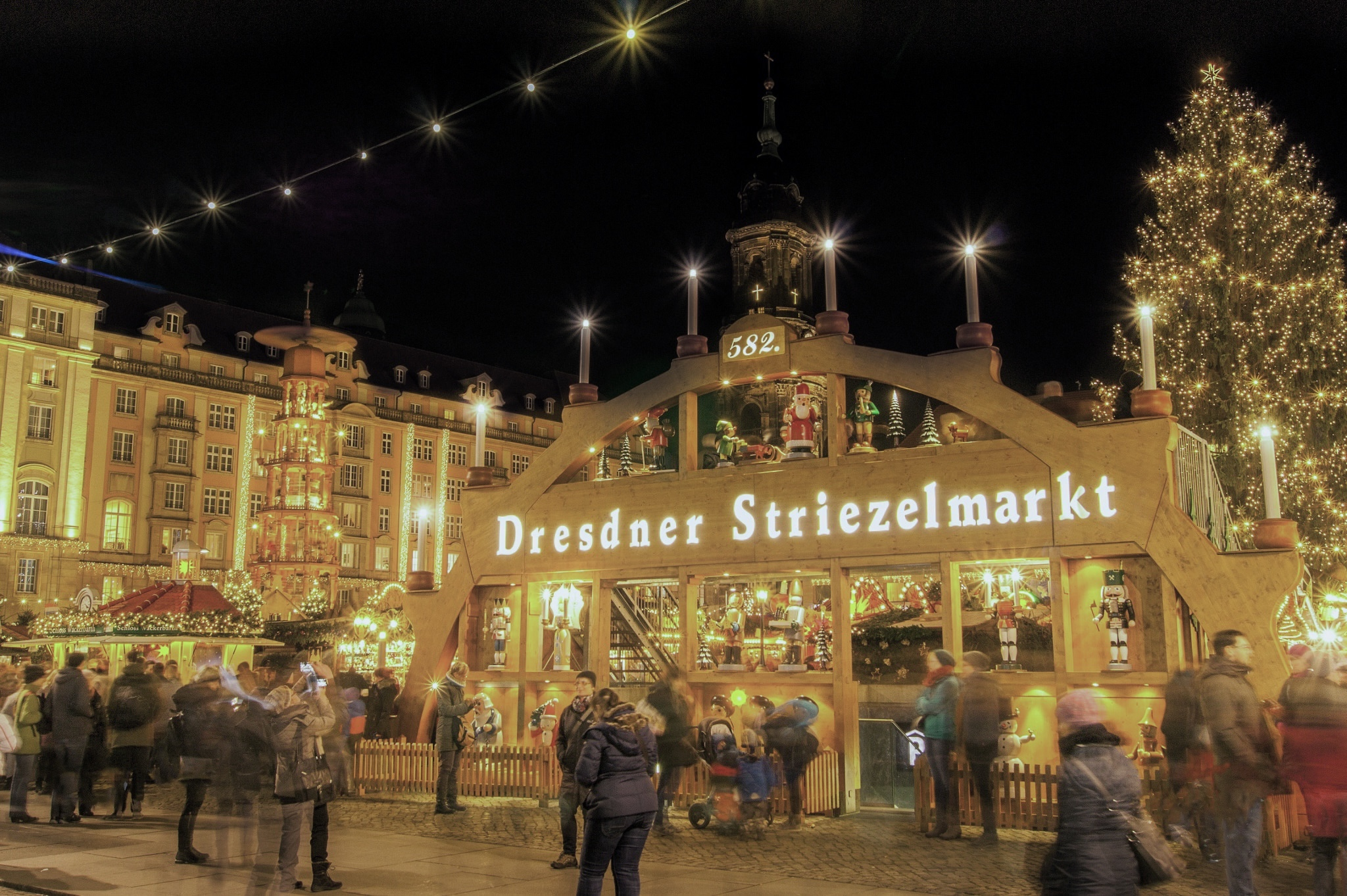
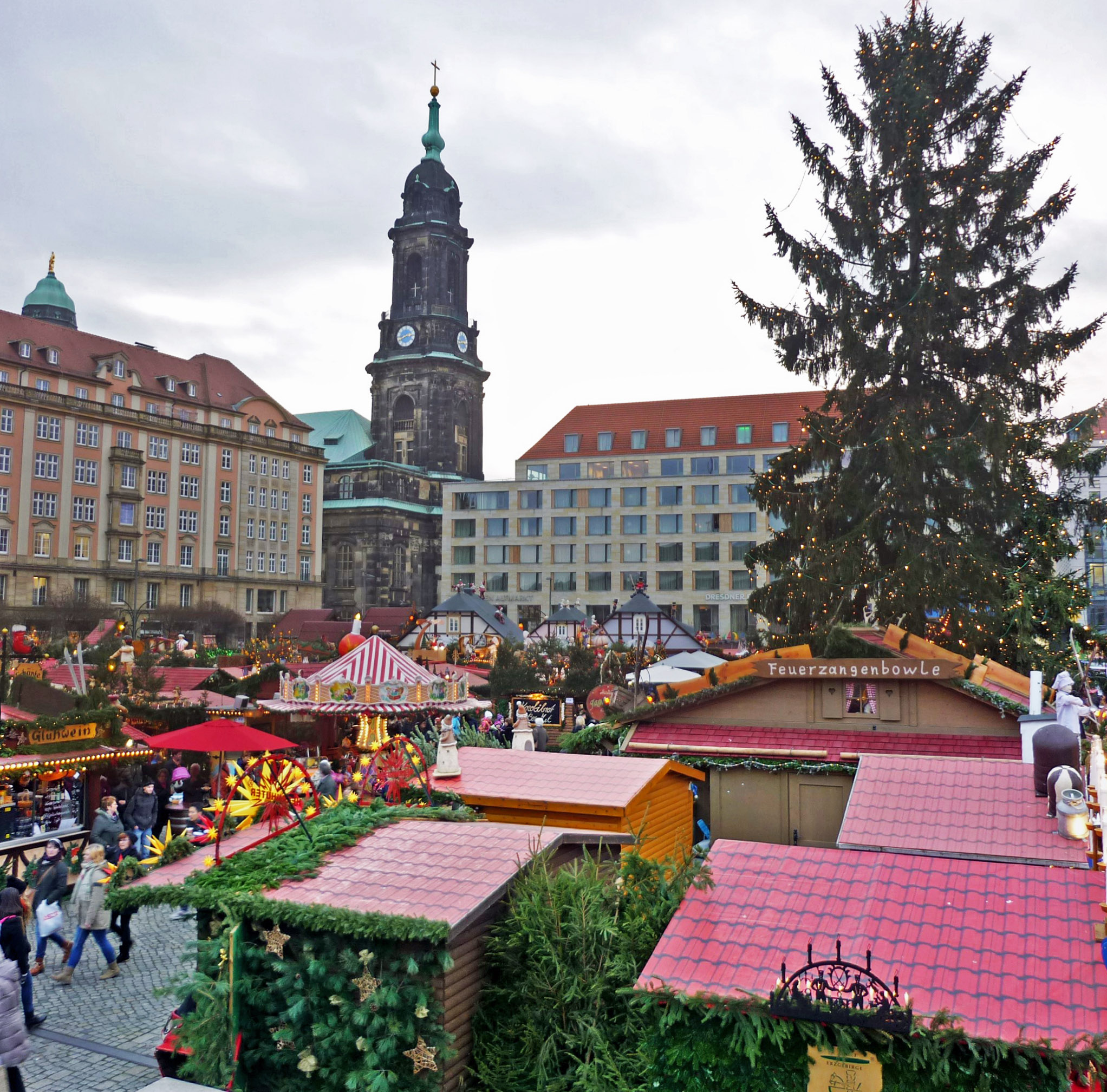
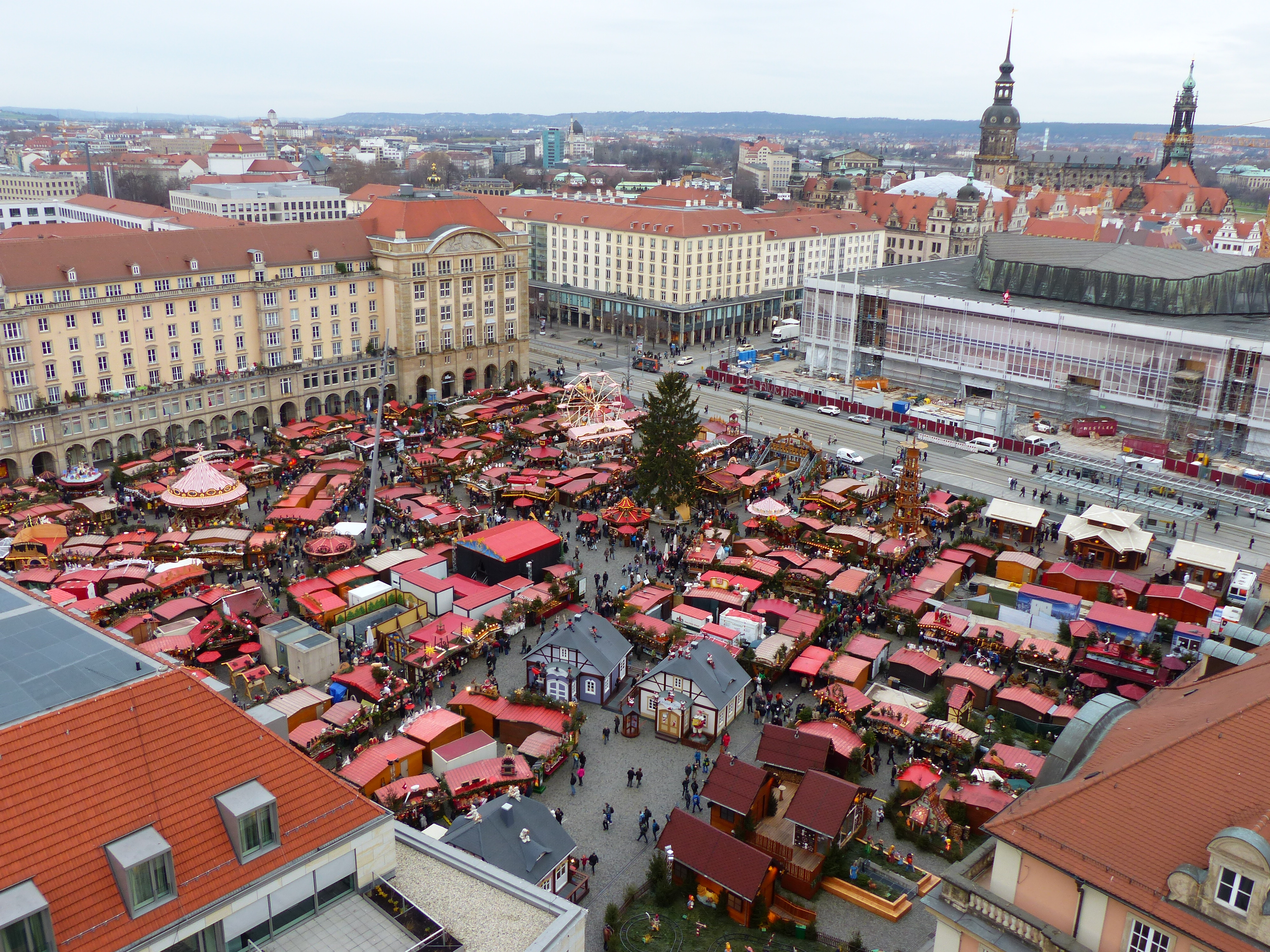
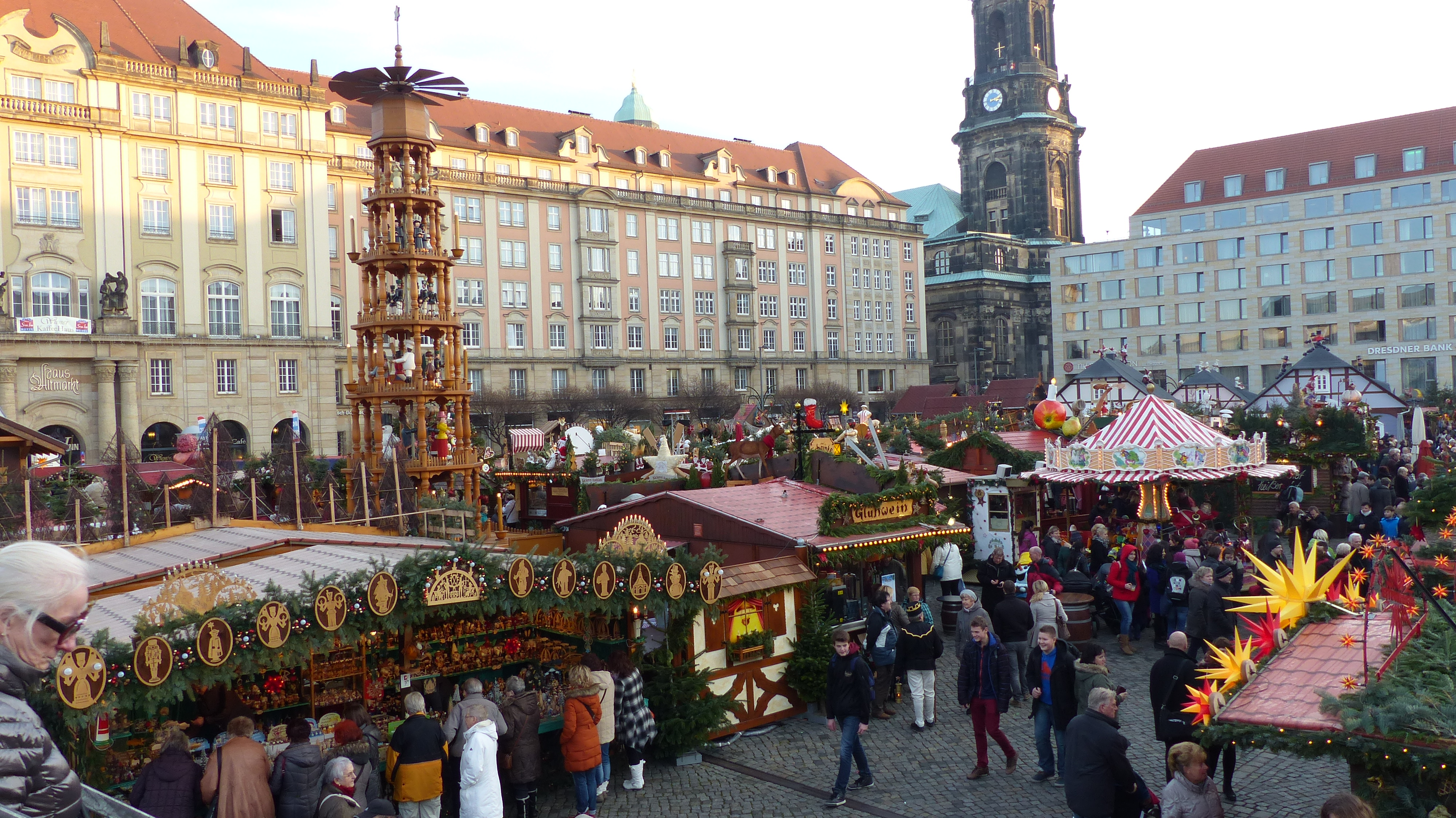